# Viralgranskaren

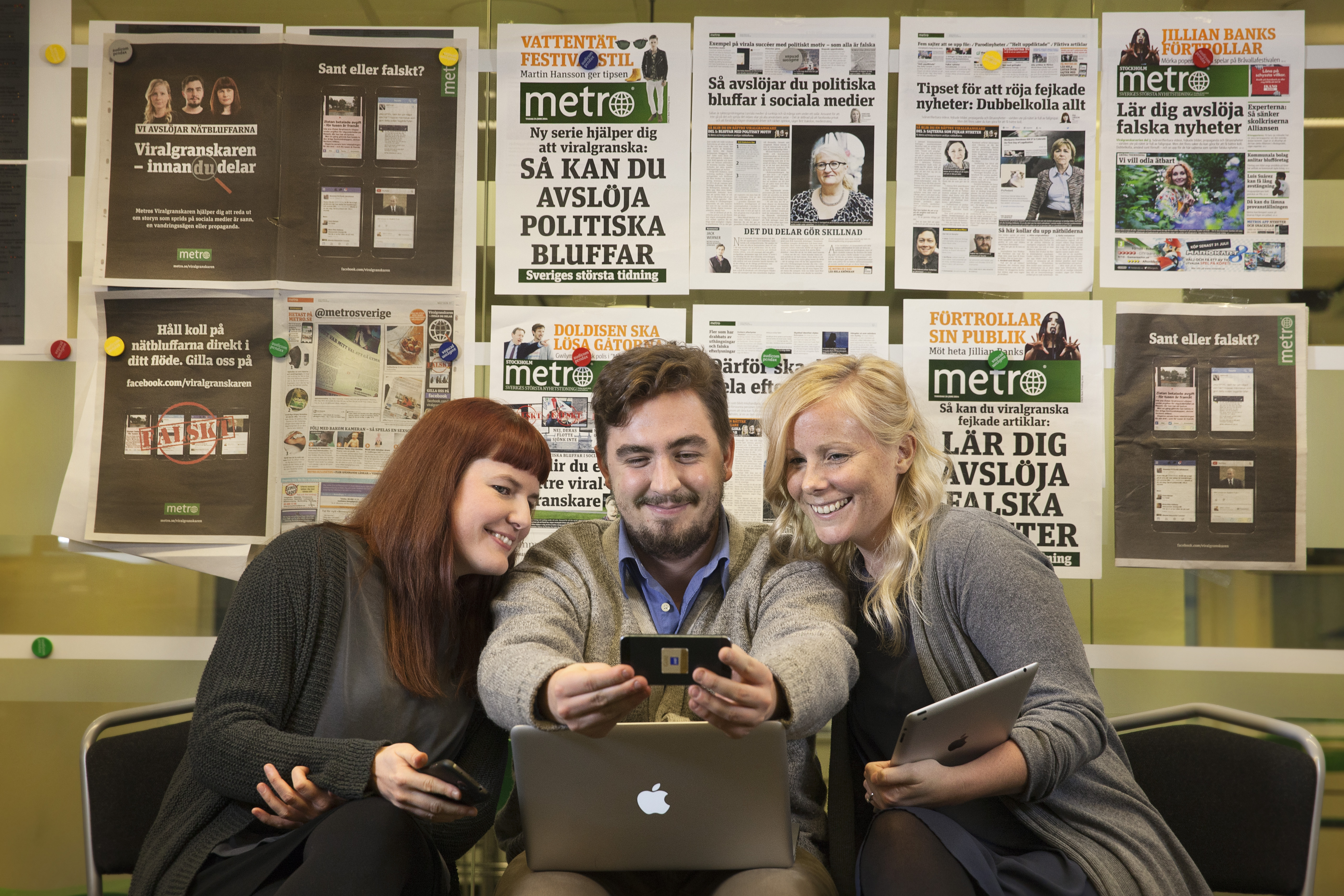
Åsa Larsson, Jack Werner och Linnéa Jonjons efter att de vunnit Stora journalistpriset 2014.

Viralgranskaren var en avdelning med temat källkritik i tidningen Metro, lanserad 13 mars 2014. Den svenska delen av Metro lades ned den 8 augusti 2019.
Viralgranskarens uppgift var att granska och analysera nyheter och internetfenomen som blivit virala genom sociala medier.

## Medverkande
Bakom Viralgranskaren stod journalisterna Jack Werner, Linnéa Jonjons och Åsa Larsson.
Efter ett år med Viralgranskaren lämnade Jack Werner Metro och Viralgranskaren i mars 2015, för att istället börja arbeta för Dagens Industri.
Redaktörer sedan juni 2015 var Åsa Larsson och Hugo Ewald.
Sedan 2018 var Åsa Larsson och Johan Wikén redaktörer och Henrik Ek editionschef.
Hugo Ewald lämnade Metro och Viralgranskaren i december 2017 för att istället börja arbeta på Dagens Nyheter.

## Varningslista och app
Viralgranskaren har gett ut en varningslista över bluff- och satirsajter, och ett tilläggsprogram till webbläsaren Chrome som varnar när man går in på en bluffsajt.

## Källkritikens dag och Det gyllene förstoringsglaset
13 mars har av Viralgranskaren utnämnts till Källkritikens dag med start i mars 2017, då Metro arrangerade seminarier med mera på Internet, på flera skolor och på Kulturhuset Stadsteatern.
Denna dag har även det av Viralgranskaren och Internetstiftelsen i Sverige instiftade priset Det gyllene förstoringsglaset utdelats för särskilda insatser inom området. Priset utdelades för första gången 2017 till Facebooksidan Bluffakuten och Årstaskolan. 2019 blev Peter Olausson ("Faktoider") och Anette Holmqvist ("Kolla källan") mottagare.

## Priser, utmärkelser och uppmärksammanden
För arbetet med Viralgranskaren vann Werner, Jonjons och Larsson 2014 års Stora journalistpris i kategorin "Årets förnyare" med motiveringen: "För att de skapat en genial metod för att avslöja vad som är myt och vad som är verklighet i den virala världen".
I januari 2015 vann Viralgranskaren Föreningen Vetenskap och Folkbildnings pris "Årets folkbildare" med motiveringen: "Journalisterna bakom Viralgranskaren får utmärkelsen för sitt arbete med att granska påståenden som sprids i sociala medier samt för att de på ett tydligt och lättbegripligt sätt lär ut ett kritiskt förhållningssätt, och visar på vikten att ifrågasätta och källgranska uppgifter på nätet."
I juli 2017 vann Viralgranskarens redaktörer Hugo Ewald och Åsa Larsson Sparbanksstiftelsen Sjuhärads sociala medier-pris med motiveringen: "För att genom ett antal innovativa projekt, pedagogiska publikationer och inrättandet av Källkritikens dag ha uppmärksammat vikten av nyskapande källkritik på internet."
Myndigheten för samhällsskydd och beredskap har lyft fram Viralgranskaren som ett privat initiativ, som granskar och analyserar nyheter och internetfenomen som blir virala.

## Källkritikbyrån
I oktober 2019 bildades företaget Källkritikbyrån av Viralgranskarens tre grundare, Åsa Larsson, Linnéa Jonjons och Jack Werner. En webbplats startades i mars 2020. Även Källkritikbyrån granskar sanningshalten i virala uppgifter och debatterar källkritik på nätet.